# Powiatowy Komitet Chłopski
Powiatowy Komitet Chłopski, Powiatowa Rada Ludowa, Komitet powiatowy – organ władzy wykonawczej Republiki Tarnobrzeskiej, działający od 6 listopada 1918 roku do 1919 roku.

## Historia
2 listopada 1918 roku w obliczu rozpadu Monarchii Austro-Węgierskiej w Tarnobrzegu do zarządzania powiatem tarnobrzeskim przez władze polskie powołano Powiatowy Komitet Samoobrony. Znaleźli się w nim jedynie przedstawiciele stronnictw prawicowych, często kojarzonych z hrabią Zdzisławem Tarnowskim (np. pełnomocnik jego dóbr Ernest Habicht; wg Tadeusza Reka, Zdzisławy Trawińskiej, Augusta Ciulika i Witolda Stankiewicza komitet został powołany z inicjatywy hrabiego Tarnowskiego i Zygmunta Lasockiego, z czym nie zgadza się Józef Rawski), zaś zabrakło w nim zwolenników ruchu ludowego. Komitet nie zyskał poparcia wśród chłopów i mieszczan tarnobrzeskich. Powiatowy komitet postanowił zorganizować w Tarnobrzegu 6 listopada wielką manifestację narodową, w kontrze wobec której działacze chłopscy postanowili tego samego dnia zorganizować, dla zademonstrowania swojej siły, wiec pod pomnikiem Bartosza Głowackiego. W czasie wiecu chłopi przyjęli uchwałę, w której m.in. informowali o nieuznawaniu Powiatowego Komitetu Samoobrony za naczelną władzę w powiecie. Według treści uchwały naczelna władza w powiecie miała przynależeć do ludu, który wykonywać ją będzie przez swoich przedstawicieli w Zjeździe Powiatowym, do którego gminy mają wysyłać swoich delegatów (jednego na tysiąc mieszkańców). Ze względów logistycznych i niemożności wybrania delegatów na zjazd wyłoniono tymczasowy organ nazwany Powiatowym Komitetem Chłopskim, w skład którego weszło siedemnastu członków (według Jana Słomki w skład komitetu miało wchodzić najpierw 60, a potem 17 osób). Komitet został ogłoszony najwyższą władzą w powiecie.

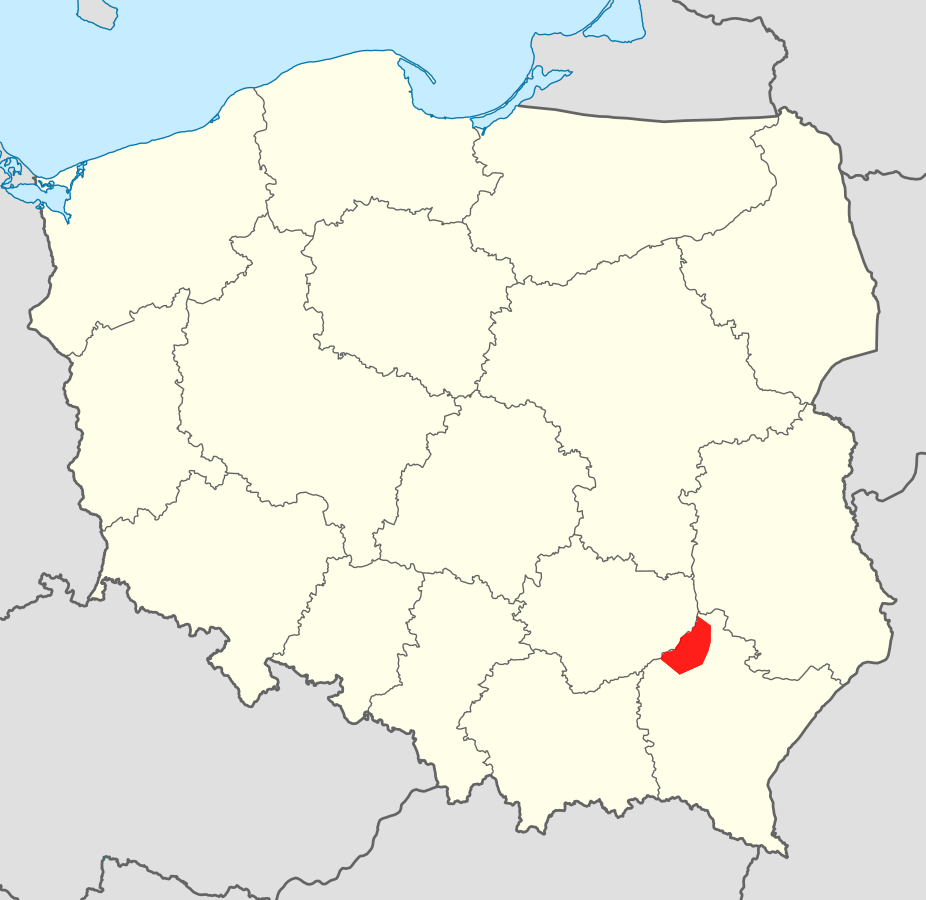
Orientacyjny maksymalny zasięg Republiki Tarnobrzeskiej. Centrum Republiki koncentrowało się w okolicach Tarnobrzega i Grębowszczyzny wraz z wioskami lasowiackimi. Republika swoim zasięgiem obejmowała głównie powiat tarnobrzeski, a także częściowo i momentami Posanie, powiaty: kolbuszowski, mielecki i niżański. Wyznaczenie dokładnego terytorium Republiki nie jest możliwe ze względu na wewnętrzną niejednorodność samego ruchu.

7 listopada komitet wysłał swoją delegację do Polskiej Komisji Likwidacyjnej z żądaniem przekazania władzy w powiecie osobom wyłonionym przez wiec 6 listopada i odwołania inż. Jana Bochniaka z funkcji komisarza PKL na powiat tarnobrzeski (uznano go za zbyt podległego wpływom właścicieli dużych majątków ziemskich, a w jego miejsce zażądano powołania Stefana Grzywacza wybranego przez wiec na starostę tarnobrzeskiego). Komisja nie spełniła żądań komitetu. Po powrocie delegacji z Krakowa, a przed 11 listopada, komitet nawiązał kontakt z rządem lubelskim i podporządkował się mu.
W związku z wydarzeniami związanymi z pierwszym tygodniem istnienia Republiki Tarnobrzeskiej ze stanowiska komisarza PKL zrezygnował inż. Bochniak, a w jego miejsce na tę funkcję PKL powołało działacza PSL-u Piast dr Benedykta Łąckiego. Wiec Republiki zatwierdził Łąckiego na tym stanowisku, a sam komisarz uczynił Powiatowy Komitet Chłopski swoją radą przyboczną. W okresie tym w powiecie funkcjonowała dwuwładza, jednak obie strony dążyły do wzajemnego porozumienia. Dr Łącki uznał Powiatowy Komitet Chłopski za swój organ doradczy i kontrolujący. Komitet miał udział w decyzjach dotyczących powiatu. Na posiedzeniach oficjalnych rada przyboczna dyskutowała o kwestiach związanych z problemami bieżącymi i kwestiami aprowizacji, jednak niewykluczone jest, że rada zbierała się również na posiedzeniach tajnych, gdzie omawiała strategiczne kwestie dotyczące zarządzania powiatem. 
Wraz z pacyfikacjami powiatu tarnobrzeskiego i końcem istnienia Republiki Tarnobrzeskiej wygasała również działalność Powiatowego Komitetu Chłopskiego.

## Organizacja
W Republice Tarnobrzeskiej funkcje swoistej legislatywy pełniły wiece pod pomnikiem Bartosza Głowackiego (demokracja bezpośrednia), zaś funkcje egzekutywy pełnił Powiatowy Komitet Chłopski. Decyzje starosty miały być zależne od zgody komitetu powiatowego. Formalnie władza przynależała do komisarza Polskiej Komisji Likwidacyjnej, jednak faktyczną władzę sprawował Powiatowy Komitet Chłopski. Po wyborach do Sejmu w styczniu 1919 roku działacze powiązani z Republiką wydali odezwę, w której zachęcali do tworzenia rad chłopskich w każdej wsi, a w powiecie do utworzenia powiatowej rady chłopskiej (jako organizacji politycznej).
Komitet, ani swoją strukturą, ani genezą, nie nawiązał do tych tworzonych w czasie rewolucji rosyjskich.
Zdaniem Józefa Rawskiego, wbrew twierdzeniom Jana Gruszczyńskiego, w Republice nigdy nie powołano komitetu rewolucyjnego, a władza wykonawcza należała jedynie do Powiatowego Komitetu Chłopskiego. Gruszczyński w swoich pamiętnikach do celów komitetu zaliczał: przeprowadzenie reformy rolnej, konfiskatę dóbr kościelnych, upaństwowienie lasów i przedsiębiorstw państwowych, zniesienie zaborczej służby granicznej, rozbrojenie austriackiej żandarmerii i usunięcie dawnej administracji z czasów zaborów.
Na terenie Republiki, w miejsce dawnych, istniejących w czasie zaborów, rad gmin, powołano nowe komitety gminne. Komitety nie miały cech rad ludowych ani rad robotniczo-włościańskich, nie były formalnie powiązane ani podporządkowane Powiatowemu Komitetowi Chłopskiemu.

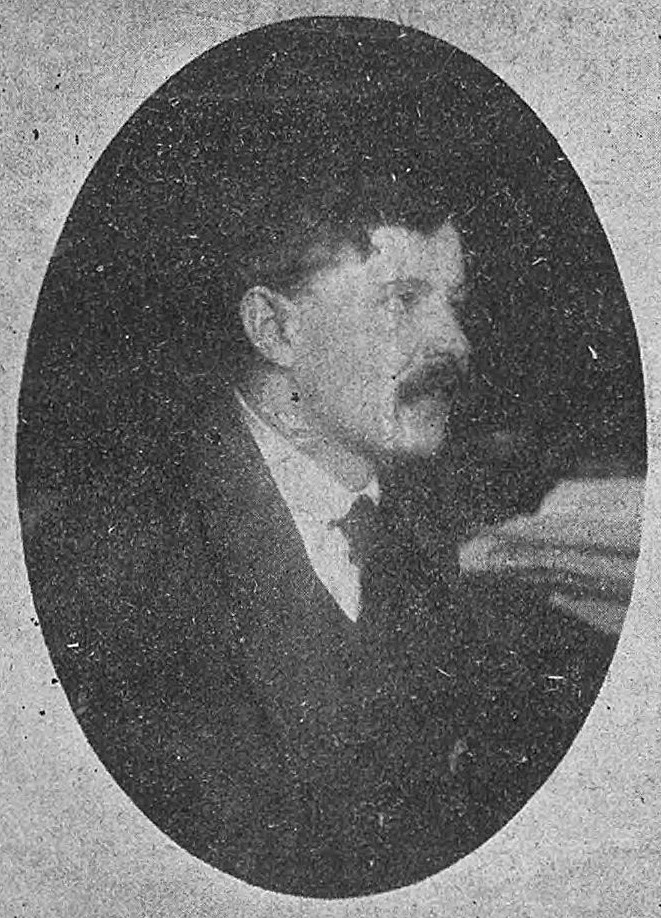
Tomasz Dąbal

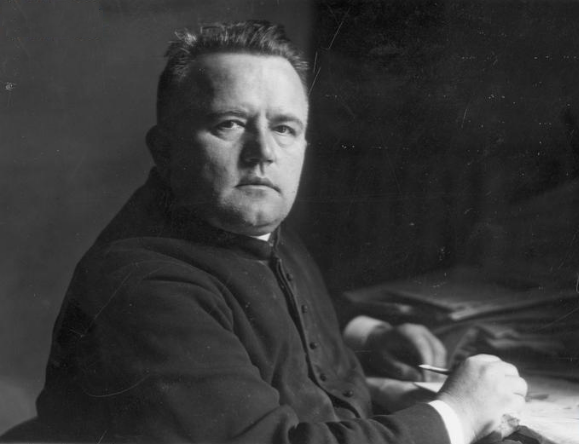
Ksiądz Eugeniusz Okoń

## Członkowie
- Tomasz Dąbal
- Walerian Wryk z Wielowsi
- Stefan Grzywacz z Gorzyc
- Jan Rychel ze Skowierzyna
- Adam Zieliński z Majdanu Zbydniowskiego
- Jan Gruszczyński - konduktor melioracyjny z Tarnobrzega
- Wincenty Buczek - nauczyciel z Sobowa
- Feliks Brania z Mokrzyszowa
- Tomasz Kubicki z Siedleszczan
- Franciszek Stadnik z Grębowa
- Jan Jaroszewski - adwokat z Rozwadowa
- Stanisław Gąsiorowski z Wólki Turebskiej
- N. Wermiński zza Sanu
- ksiądz Eugeniusz Okoń
- Wojciech Wiącek z Machowa

Według dr. Leonarda Madeja pierwszych pięciu było zwolennikami PSLu-Piast, kolejnych pięciu ruchu ludowego spod znaku Przyjaciela Ludu, Jaroszewski był socjalistą, Gąsiorowski i Wermiński byli nieznani z przekonań, a ksiądz Okoń i Wiącek reprezentowali prawicę i środowiska powiązane z księdzem Stojałowskim.
Ludwik Mroczka wymienia jako członków rady: Stefana Grzywacza, Jana Rawskiego, Jana Rychla, Sieleckiego, Bogusława Skoczka, Tomasza Kubickiego, Jana Nieradkę, Józefa Warmińskiego, Adama Zielińskiego, Wincentego Buczka, Jana Jaroszewskiego, Eugeniusza Okonia, Franciszka Stadnika, Władysława Szczubiałkę, Tomasza Pańskiego i Waszkowskiego.